# نوت نوردال
نوت نوردال (سوئدی: Knut Nordahl; ۱۳ ژانویهٔ ۱۹۲۰ – ۲۸ اکتبر ۱۹۸۴) بازیکن فوتبال اهل سوئد بود.
از باشگاه‌هایی که در آن بازی کرده‌است، می‌توان به باشگاه فوتبال آ.اس. رم و باشگاه فوتبال نورشوپینگ اشاره کرد.
وی به‌همراه تیم ملی فوتبال سوئد در بازی‌های المپیک تابستانی ۱۹۴۸ به مقام قهرمانی دست پیدا کرده‌است.